# Benjamin Kern
Benjamin Kern (* 5. November 1983 in Göppingen) ist ein ehemaliger deutscher Fußballspieler.

## Karriere
In der Jugend spielte er beim FC Uhingen, VfB Stuttgart und dem SSV Reutlingen 05, bevor er ab 2003 für den TSV Schönaich in der Verbandsliga spielte. Ab 2004 spielte Kern in der Regionalliga Süd für den SV Darmstadt 98.
Zur Saison 2006/07 wechselt er zum Zweitligaaufsteiger FC Augsburg, bei dem er sofort Stammspieler wurde und im ersten Jahr 33 und im zweiten Jahr 25 Saisonspiele absolvierte. In der Winterpause der Saison 2009/10 wurde der Vertrag aufgelöst, nachdem er in der Hinrunde nicht mehr gespielt hatte. Daraufhin wechselte er im Januar 2010 zu Rot Weiss Ahlen und stieg mit dem Verein am Saisonende ab. Zur Saison 2010/11 unterzeichnete er einen Vertrag beim MSV Duisburg.
Im Sommer 2013 beendete Kern aufgrund von gesundheitlichen Problemen seine Profikarriere und spielte im württembergischen Amateurfußball zunächst für den Landesligisten TSG Young Boys Reutlingen, ab 2016 für den 1. FC Heiningen, mit dem er 2018 in die Verbandsliga Württemberg aufstieg, und seit 2022 für Calcio Leinfelden-Echterdingen ebenfalls in der Verbandsliga.